# Francesco Coccopalmerio
Francesco Coccopalmerio, född 6 mars 1938 i Milano, är en italiensk kardinal och ärkebiskop. Han är sedan år 2007 ordförande för Påvliga rådet för lagtexter.

## Biografi
Francesco Coccopalmerio prästvigdes 1962 av kardinal Giovanni Battista Montini, sedermera påve Paulus VI. Coccopalmerio studerade vid bland annat Gregoriana i Rom, där han 1968 avlade doktorsexamen i kanonisk rätt.
I april 1993 utnämndes Coccopalmerio till titulärbiskop av Celiana och hjälpbiskop av Milano. Han biskopsvigdes den 22 maj samma år av kardinal Carlo Maria Martini i Milanos katedral. Kardinal Martini assisterades vid detta tillfälle av biskoparna Attilio Nicora och Giovanni Giudici. År 2007 utsågs han till ordförande för Påvliga rådet för lagtexter med titeln ärkebiskop.
Den 18 februari 2012 upphöjde påve Benedikt XVI Coccopalmerio till kardinal med San Giuseppe dei Falegnami som titeldiakonia. I mars 2013 deltog han i konklaven, vilken valde Franciskus till ny påve.
Inför Biskopssynoden om familjen i oktober 2014 ingick kardinal Coccopalmerio i en arbetsgrupp med uppgift att förenkla processen för annullering av äktenskap.